# Dia Mundial da Fotografia
O Dia Mundial da Fotografia é celebrado em 19 de agosto, data da apresentação pública do Daguerreótipo na Academia de Ciências da França, Paris, em 1839.